# Liga Checa de Fútbol 1995-96
La 1. liga 1995-96 fue la tercera edición de la máxima categoría del fútbol profesional de la República Checa. El torneo se comenzó a disputar el día 28 de julio de 1995 y finalizó el 18 de mayo de 1996. El SK Slavia Praga se adjudicó el campeonato por primera vez en su historia.

## Datos de los clubes
| Club                  | Ciudad             | Estadio                          | Capacidad |
| --------------------- | ------------------ | -------------------------------- | --------- |
| AC Sparta Praga       | Praga              | Generali Arena                   | 20.854    |
| FC Baník Ostrava      | Ostrava            | Bazaly                           | 17.372    |
| FC Boby Brno          | Brno               | Městský fotbalový stadion Srbská | 12.550    |
| FC Kaučuk Opava       | Opava              | Stadion v Městských sadech       | 7.758     |
| FC Petra Drnovice     | Drnovice           | Sportovní areál                  | 6.616     |
| FC Slovan Liberec     | Liberec            | Stadion u Nisy                   | 9.900     |
| FC Svit Zlín          | Zlín               | Letná Stadion                    | 6.375     |
| FC Synot Staré Město  | Uherské Hradiště   | Městský fotbalový stadion        | 8.000     |
| FC Union Cheb         | Cheb               | Stadion Lokomotiva               | 15.000    |
| FC Viktoria Plzeň     | Pilsen             | Stadion města Plzně              | 13.000    |
| FK Jablonec nad Nisou | Jablonec nad Nisou | Střelnice Stadion                | 6.280     |
| FK Viktoria Žižkov    | Praga              | FK Viktoria Stadion              | 5.600     |
| SK Hradec Králové     | Hradec Králové     | Všesportovní stadion             | 17.000    |
| SK Sigma Olomouc      | Olomouc            | Andrův stadion                   | 12.566    |
| SK Slavia Praga       | Praga              | Eden Arena                       | 21.000    |
| SK České Budějovice   | České Budějovice   | Stadion Střelecký ostrov         | 6.681     |

## Sistema de competición
La 1. liga 1995/96 estuvo organizada por la Federación de Fútbol de la República Checa.
Constó de un grupo único integrado por dieciséis clubes de toda la geografía checa. Siguiendo un sistema de liga, los dieciséis equipos se enfrentaron todos contra todos en dos ocasiones -una en campo propio y otra en campo contrario- sumando un total de 30 jornadas. El orden de los encuentros se decidió por sorteo antes de empezar la competición.
La clasificación final se estableció con arreglo a los puntos obtenidos en cada enfrentamiento, a razón de tres por partido ganado, uno por empatado y ninguno en caso de derrota. Si al finalizar el campeonato dos equipos igualaron a puntos, los mecanismos para desempatar la clasificación fueron los siguientes:
1. El que tenga una mayor diferencia entre goles a favor y en contra en los enfrentamientos entre ambos. (Gol average)
2. Si persiste el empate, se tiene en cuenta la diferencia de goles a favor y en contra en todos los encuentros del campeonato.
3. Si aún persiste el empate, se tiene en cuenta el mayor número de goles a favor en todos los encuentros del campeonato.

Si el empate a puntos es entre tres o más clubes, los sucesivos mecanismos de desempate fueron los siguientes: 
1. La mejor puntuación de la que a cada uno corresponda a tenor de los resultados de los partidos jugados entre sí por los clubes implicados.
2. La mayor diferencia de goles a favor y en contra, considerando únicamente los partidos jugados entre sí por los clubes implicados.
3. La mayor diferencia de goles a favor y en contra teniendo en cuenta todos los encuentros del campeonato.
4. El mayor número de goles a favor teniendo en cuenta todos los encuentros del campeonato.
5. El club mejor clasificado con arreglo a los baremos de fair play.

### Efectos de la clasificación
El equipo que más puntos sumó al final del campeonato fue proclamado campeón de liga y obtuvo el derecho automático a participar en la ronda previa de la Liga de Campeones de la UEFA. El subcampeón se clasificó para disputar la ronda previa de la Copa de la UEFA y el sexto clasificado se clasificó para disputar la Copa Intertoto de la UEFA.
El campeón de la Copa de la República Checa obtuvo el pase para disputar la ronda previa de la Recopa de Europa. 
Los clasificados en posición 15º y 16º descendieron directamente a la segunda categoría checa.

## Clasificación
|  |     | Equipos de fútbol        | PJ | PG | PE | PP | GF | GC | Dif | Pts |
|  | --- | ------------------------ | -- | -- | -- | -- | -- | -- | --- | --- |
|  | 1.  | SK Slavia Praga (C)      | 30 | 23 | 1  | 6  | 68 | 28 | +40 | 70  |
|  | 2.  | SK Sigma Olomouc         | 30 | 19 | 4  | 7  | 54 | 33 | +21 | 61  |
|  | 3.  | FK Jablonec nad Nisou    | 30 | 16 | 5  | 9  | 45 | 26 | +19 | 53  |
|  | 4.  | AC Sparta Praga          | 30 | 14 | 7  | 9  | 56 | 35 | +21 | 49  |
|  | 5.  | FC Petra Drnovice        | 30 | 14 | 6  | 10 | 53 | 40 | +13 | 48  |
|  | 6.  | FC Kaučuk Opava          | 30 | 13 | 7  | 10 | 40 | 34 | +6  | 46  |
|  | 7.  | FC Slovan Liberec        | 30 | 12 | 8  | 10 | 34 | 30 | +4  | 44  |
|  | 8.  | FC Boby Brno             | 30 | 12 | 7  | 11 | 39 | 42 | -3  | 43  |
|  | 9.  | FC Viktoria Plzeň        | 30 | 11 | 6  | 13 | 33 | 34 | -1  | 39  |
|  | 10. | FK Viktoria Žižkov       | 30 | 9  | 10 | 11 | 38 | 43 | -5  | 37  |
|  | 11. | SK České Budějovice      | 30 | 10 | 7  | 13 | 35 | 47 | -12 | 37  |
|  | 12. | FC Baník Ostrava         | 30 | 10 | 5  | 15 | 40 | 46 | -6  | 35  |
|  | 13. | FC Union Cheb (D)        | 30 | 8  | 9  | 13 | 35 | 47 | -12 | 33  |
|  | 14. | SK Hradec Králové        | 30 | 8  | 5  | 17 | 28 | 46 | -18 | 29  |
|  | 15. | FC Svit Zlín (D)         | 30 | 6  | 9  | 15 | 17 | 38 | -21 | 27  |
|  | 16. | FC Synot Staré Město (D) | 30 | 3  | 8  | 19 | 19 | 65 | -46 | 17  |

PJ = Partidos jugados; PG = Partidos ganados; PE = Partidos empatados; PP = Partidos perdidos; GF = Goles a favor; GC = Goles en contra; Dif = Diferencia de goles; Pts = Puntos
|  | Clasificado para la ronda clasificatoria de la Liga de Campeones de la UEFA 1996-97 |
|  | Clasificado para los treintaidosavos de final de la Copa de la UEFA 1996-97         |
|  | Clasificado para la ronda previa de la Recopa de Europa 1996-97                     |
|  | Clasificado para la Copa Intertoto de la UEFA 1996                                  |
|  | Desciende a la Druhá liga                                                           |

| (C) Campeón    |
| (D) Descendido |